# Патнам (Оклахома)
Патнам (енгл. Putnam) град је у америчкој савезној држави Оклахома.

## Демографија
По попису из 2010. године број становника је 29, што је 17 (-37,0%) становника мање него 2000. године.
| Група             | 2000.      | 2010.      |
| Белци             | 44 (95,7%) | 27 (93,1%) |
| Афроамериканци    | 0 (0,0%)   | 0 (0,0%)   |
| Азијати           | 0 (0,0%)   | 0 (0,0%)   |
| Хиспаноамериканци | 1 (2,2%)   | 2 (6,9%)   |
| Укупно            | 46         | 29         |